# Le vacanze del piccolo Nicolas
Le vacanze del piccolo Nicolas (Les Vacances du petit Nicolas) è un film del 2014 diretto da Laurent Tirard, basato sui racconti per ragazzi Le Petit Nicolas di Goscinny & Sempé. È il séguito de Il piccolo Nicolas e i suoi genitori.

## Trama
La scuola è finita e la tanto attesa estate è arrivata. Il piccolo Nicolas va in vacanza al mare con i suoi genitori e la nonna. In spiaggia stringe nuove amicizie: conosce Blaise, che non è in vacanza ma semplicemente vive lì; Fructueux, che mangia di tutto; Djodjo, che parla un po' strano perché è inglese; Crépin, il solito piagnucolone; Côme, che vuole avere sempre ragione ed è davvero seccante. Nicolas incontra anche Isabelle, una ragazzina che lo fissa sempre coi suoi occhi a palla, e teme che i grandi vogliano farli sposare in futuro, ma lui è innamorato di Marie-Edwige e per fortuna i suoi amici lo aiuteranno, o almeno cercheranno di farlo, andando incontro ovviamente a numerose avventure.

## Distribuzione
Il film è uscito nelle sale francesi il 9 luglio 2014. In Italia è stato distribuito il 16 aprile 2015.